# Liriomyza vulcanica
Liriomyza vulcanica este o specie de muște din genul Liriomyza, familia Agromyzidae, descrisă de Zlobin în anul 1997. Conform Catalogue of Life specia Liriomyza vulcanica nu are subspecii cunoscute.